# Rallye Monte-Carlo 1987
Le Rallye Monte-Carlo 1987 (55e Rallye Monte-Carlo), disputé du 17 au 22 janvier 1987, est la cent-soixante-et-unième  manche du championnat du monde des rallyes (WRC) courue depuis 1973, et la première manche du championnat du monde des rallyes 1987.

## Classement général
| Pos | No | Pilote            | Copilote              | Voiture             | Temps           | Écart         | Groupe |
| --- | -- | ----------------- | --------------------- | ------------------- | --------------- | ------------- | ------ |
| 1   | 6  | Massimo Biasion   | Tiziano Siviero       | Lancia Delta HF 4WD | 7 h 39 min 50 s |               | A      |
| 2   | 1  | Juha Kankkunen    | Juha Piironen         | Lancia Delta HF 4WD | 7 h 40 min 49 s | + 59 s        | A      |
| 3   | 4  | Walter Röhrl      | Christian Geistdörfer | Audi 200 Quattro    | 7 h 44 min 00 s | + 4 min 10 s  | A      |
| 4   | 14 | Ingvar Carlsson   | Per Carlsson          | Mazda 323 4WD       | 7 h 55 min 55 s | + 15 min 10 s | A      |
| 5   | 7  | Kenneth Eriksson  | Peter Diekmann        | Volkswagen Golf GTI | 8 h 08 min 09 s | + 28 min 19 s | A      |
| 6   | 3  | Jean Ragnotti     | Pierre Thimonier      | Renault 11 Turbo    | 8 h 13 min 16 s | + 33 min 26 s | A      |
| 7   | 11 | Erwin Weber       | Matthias Feltz        | Volkswagen Golf GTI | 8 h 15 min 57 s | + 36 min 07 s | A      |
| 8   | 9  | François Chatriot | Michel Périn          | Renault 11 Turbo    | 8 h 17 min 04 s | + 37 min 14 s | A      |
| 9   | 78 | Bertrand Balas    | Eric Lainé            | Lancia Delta HF 4WD | 8 h 18 min 19 s | + 38 min 29 s | N      |
| 10  | 16 | Per Eklund        | Dave Whittock         | Subaru RX Turbo     | 8 h 21 min 07 s | + 41 min 17 s | A      |